# Mimus parvulus

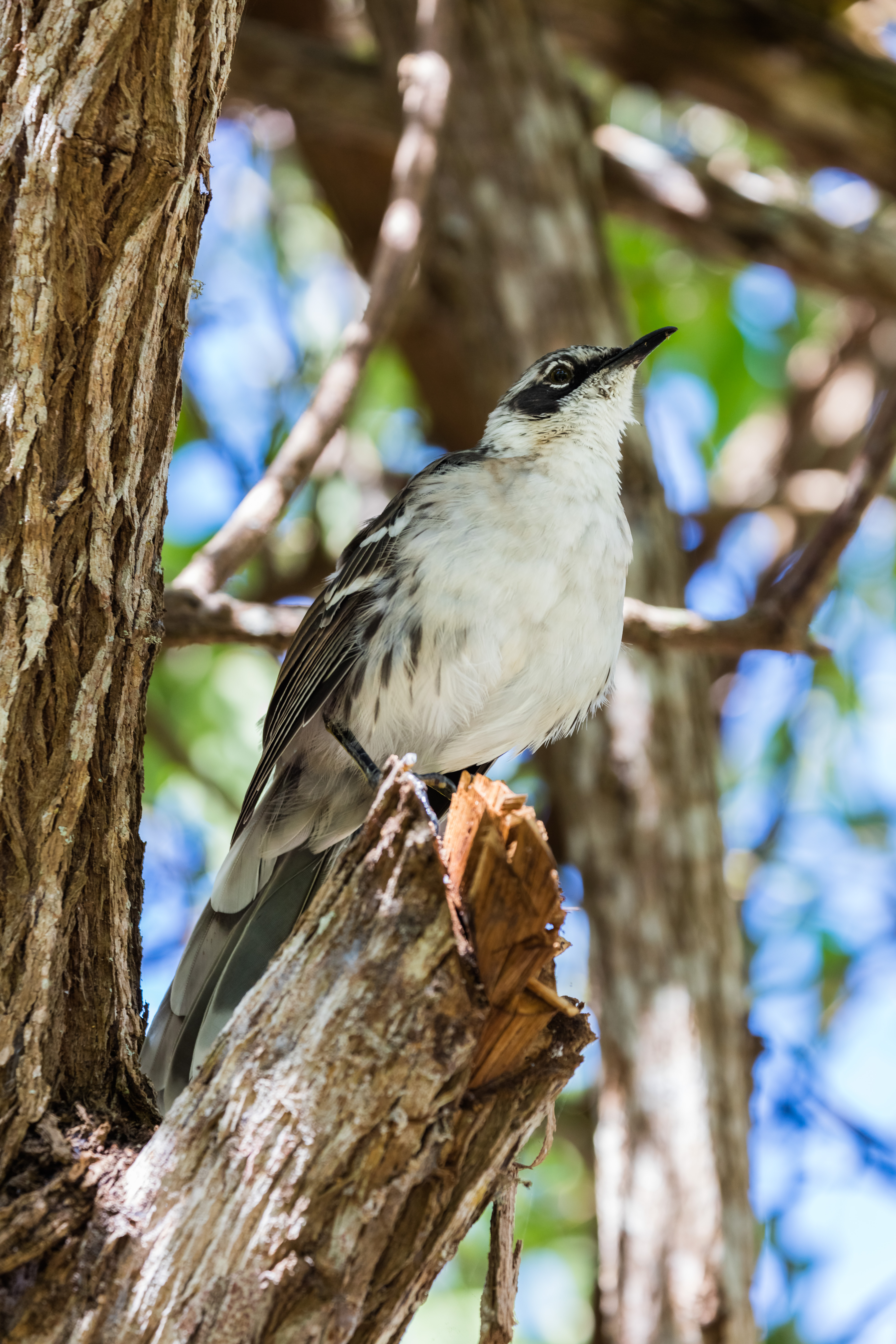

Mimus parvulus là một loài chim trong họ Mimidae.